# Chiesa di San Martino (Ferno)
La chiesa di san Martino di Ferno era, in epoca medievale, la parrocchiale.

## Storia
La chiesa attuale risale alla fine del Seicento e presenta un'architettura semplice e sobria. All'interno è presente un altare in marmo con una tela di un anonimo raffigurante San Martino che dona il suo mantello ad un mendicante. Sono state trovate tracce di alcuni affreschi arrivati a noi in modo frammentario. Ha una navata unica ricoperta da una volta a botte mentre la sacrestia presenta una volta ad ombrello. È uno dei sei edifici religiosi di Ferno assieme alla Sala del Regno dei Testimoni di Geova, alla Chiesa di Sant ' Antonio, alla Cappelletta della Madonnina, alla Chiesa Della Vergine Maria di San Macario e alla Chiesa di Santa Maria Assunta in campagna.